# Phantia ovatospina
Phantia ovatospina är en insektsart som beskrevs av Dlabola 1989. Phantia ovatospina ingår i släktet Phantia och familjen Flatidae. Inga underarter finns listade i Catalogue of Life.